# Axelmannstein

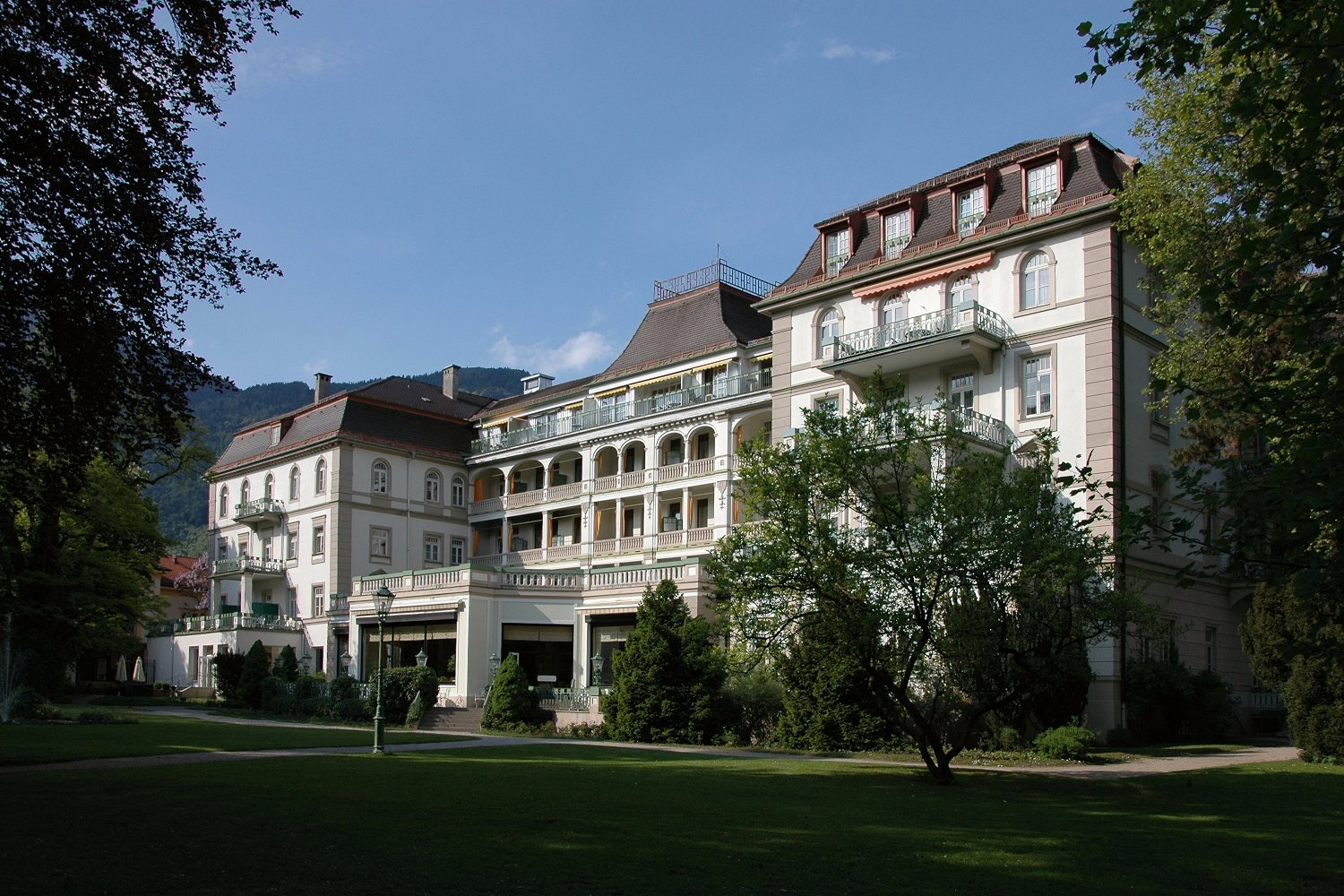
Hotel Axelmannstein in Bad Reichenhall

Das Axelmannstein (Schreibweise von 1846 bis etwa 1911: Achselmannstein)  war ein traditionsreiches Hotel in Bad Reichenhall im Landkreis Berchtesgadener Land, das ab 1846 als erstes Kurhotel der Stadt und nach dem Zweiten Weltkrieg bis 2021 als Luxushotel geführt wurde. Zuletzt diente es zwischen 2022 und Januar 2025 noch als Flüchtlingsunterkunft. Das Hotelgebäude, die angeschlossenen Bauten und der Hotelpark stehen unter Denkmalschutz; ob und wie jedoch das Gebäude saniert und welcher weiteren Nutzung es zugeführt werden könnte, ist (Stand: Dezember 2024) noch ungeklärt.

## Geschichte

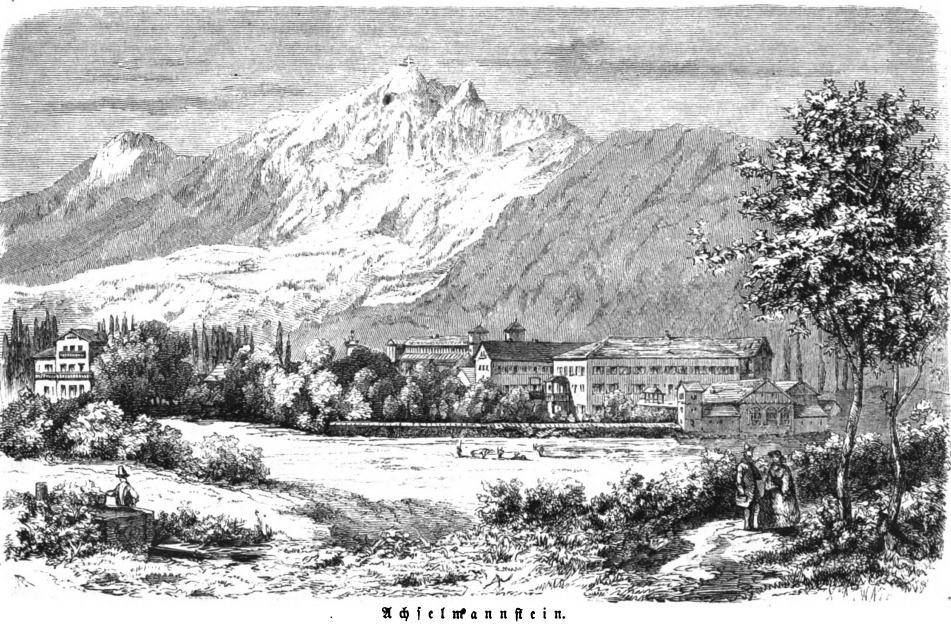
Stich des Hotels Achselmannstein in Die Gartenlaube, Leipzig 1860

Erste Bauten an der Stelle des heutigen Hotels sollen auf keltische Zeit zurückgehen. Die Wiese Ehsilmanstain wurde um 1017 in einem Güterverzeichnis des Klosters Tegernsee zum ersten Mal erwähnt. Der große Findling im Park des Hotels könnte der Ehsilmanstain sein. Im Jahre 1432 pachtete die Salzsiederfamilie Fröschl die Wiese vom Kloster Tegernsee. 1587 wurde der Sitz Achselmanstein (Wohnsitz) aus der Hofmark Karlstein herausgelöst. Dies ist die Ersterwähnung eines Gebäudes an dieser Stelle. Es handelte sich um ein Renaissance-Schlösschen mit rechteckigem Grundriss und vier runden Ecktürmen. Das Kloster Tegernsee verkaufte das Anwesen 1629 an den Salzmaier (Leiter der Saline) von Reichenhall. Die ersten großen Um- und Neubaumaßnahmen erfolgten 1657. Das 17. und 18. Jahrhundert brachten häufig wechselnde Besitzer für das Landschlösschen, meist landsässige Adelige. 1761 wurde eine Baumwoll-Strickerei im Gebäude eingerichtet, die bis 1807 in Betrieb war. Danach verwahrloste das leerstehende Gebäude immer mehr. Beim großen Stadtbrand von 1834 brannte das Achselmanstein ab. Das Ruinengrundstück wurde vom Leiter der Saline, Kaspar von Reiner, erworben, welcher 1837 ein repräsentatives Wohnhaus im klassizistischen Sil errichten ließ.
siehe auch abgegangene Burg Axelmannstein
Reiners Schwiegersohn Ernst Rinck eröffnete am 15. Mai 1846 die Sole- und Molkenkuranstalt Achselmannstein als erstes Kurhotel der Stadt. Es war der Ausgangspunkt für das Staatsbad Bad Reichenhall. Ausschlaggebend für den Standort war die günstige Lage zu den benachbarten Gradieranlagen an der Poststraße. Das neue Haus hatte jedoch einen schwierigen Start. Als jedoch im Jahre 1848 der junge bayerische König Maximilian II. samt Gefolge eine fünfwöchige Kur im Achselmannstein machte, war die Durststrecke zu Ende, die Gästezahlen stiegen stark an. Das Gebäude wurde 1853 erweitert. 1909 bis 1911 wurde unter dem Hotelier Alois Seethaler das Gebäude abgerissen und in seiner bis heute im Wesentlichen vorhandenen Form neu aufgebaut. Es steht heute unter Denkmalschutz. Um das Hotel für ausländische Gäste attraktiver zu machen, änderte Alois Seethaler die Schreibweise in Axelmannstein. Der Regimekritiker Carl Muth starb 1944 im Axelmannstein, in das ein Münchner Krankenhaus evakuiert war. Das Hotel wurde 1945 durch Bombentreffer teilweise zerstört. Nach dem Zweiten Weltkrieg wurde es vom Hotelkonzern Steigenberger übernommen. Erich Kästners Werk Der kleine Grenzverkehr spielt teilweise im Hotel. Kästner kannte das Haus, entgegen gelegentlich zu lesenden Behauptungen hat er im Hotel nicht logiert. Der spätere Spitzenkoch Eckart Witzigmann war Anfang der 1960er Jahre im Hotel tätig.
2008 wurde die Schließung des Hotels verkündet; dann wurde bekannt, dass der Steigenberger-Konzern das Hotel ebenso wie zwei weitere an die EP Group verkauft hat. Es wurde vorerst unter dem Namen Steigenberger weiterbetrieben. Von Juli 2009 bis Anfang Oktober 2010 gehörte das Hotel zur Hotelkette Radisson Blu und die Hotelbezeichnung lautete Radisson Blu Axelmannstein Resort. Dann trennte sich das Hotel von der Marke Radisson Blu und firmierte nun unter dem Namen Axelmannstein Hotel Bad Reichenhall. Seit 1. Januar 2014 nun lautet die Bezeichnung „Wyndham Grand Hotel Axelmannstein“ Das Management des Hotels bleibt unverändert in den Händen der Hotelmanagement-Gesellschaft Grand City Hotels & Resorts. Inhaltliche Veränderungen sind mit der Markenänderung nicht verbunden.
2021 wurde der Hotelbetrieb eingestellt. Von 2022 bis zum 15. Januar 2025 diente das Haus als Flüchtlingsunterkunft. Laut einer Meldung des Bad Reichenhaller Oberbürgermeisters Christoph Lung vom 12. November 2024 sollen sich für das „in den letzten Jahrzehnten sukzessive heruntergewirtschaftete“ Hotelgebäude nach seiner Beherbergung von Flüchtlingen möglichst bald Baumaßnahmen ergeben bzw. „wieder neue Entwicklungsmöglichkeiten für das Areal auftun“.

## Ausstattung
Das Hotelgebäude liegt in einem 30.000 m² großen Parkgrundstück und verfügte unter anderem über ein Hallenbad, eine Sauna und eine Beauty Farm. Die Gastronomie umfasste ein Restaurant und eine Bar. Das Axelmannstein hatte 151 Zimmer, 5 Suiten und 6 Junior Suiten.